# Patient (grammatik)
Patient är inom grammatiken det eller den som påverkas av något i en fras. Exempelvis är hunden patient i följande mening: Stina klappar hunden eller i meningen Hunden klappas av Stina. I dessa två meningar fungerar Stina som agent, alltså den som utför handlingen. Men en fras kan ändå vara utan explicit agent. Till exempel Hunden klappas där hunden fortfarande är patient för en handling. För att något ska klassas som patient måste verbet vara dynamiskt, alltså verbet markerar en viss förändring hos objektet eller subjektet. Fraser där subjektet (den som gör något) också är patient är exempelvis Lisa dör eller Fredrika vaknar. Här förändras både Stina och Fredrika på något sätt av verben i fraserna. Stina går från att vara levande till att vara död, medan Fredrika går från ett sovande tillstånd till ett vaket. I exemplet med hunden tidigare går hunden från att inte vara klappad till ett tillstånd där den klappas. Man ska alltså inte blanda ihop de syntaktiska begreppen subjekt och objekt med de semantiska begreppen agent och patient.